# جيسي فلاور
جيسي فلاور (بالإنجليزية: Jessie Flower)‏ هي ممثلة أمريكية، ولدت في 18 أغسطس 1994 في إنديانا في الولايات المتحدة.

## أعمال

### مسلسلات
- أسطورة أنج

## وصلات خارجية
- الموقع الرسمي
- جيسي فلاور على موقع IMDb (الإنجليزية)
- جيسي فلاور على موقع قاعدة بيانات الفيلم (الإنجليزية)